# Якушев, Михаил Васильевич
Михаил Васильевич Якушев (1896, с. Коробейниково, Иркутская губерния — 20 февраля 1943, Орловская область) — советский работник, участник Великой Отечественной войны.

## Биография
Родился в с. Корбейники (Коробейниково) Нижнеилимской волости Иркутской губернии в 1896 году. Участвовал в Первой мировой войне и дослужился до унтер-офицера.

### На фронтах гражданской
Во время гражданской войны был начальником пулеметной команды партизанского отряда Д. Е. Зверева (сентябрь 1919 — апрель 1920 годов). Во время боев попал в плен, откуда сбежал.
Затем участвовал в боях против войск атамана Семёнова. С апреля 1920 года — политрук в батальоне 1-й дивизии 5-й Армии, в сентябре 1920 года принят в РКП(б) партбилет № 457008, затем был секретарем ячейки РКП(б) запасного батальона 1-й дивизии 5-й Армии ДВР.

### Межвоенный период
С 1921 по октябрь 1924 года — командир роты ЧОН, член Нижнеилимского волисполкома и волкома РКП(б), участвовал в борьбе с незаконными группами Карташова-Ведерникова.
По рекомендации Иркутского губкома партии в октябре 1924 года на волостном съезде Советов Братской волости избран председателем Братского волисполкома. На своем посту отличился созданием сельскохозяйственного кредитского товарищества (созд. в 1925 году), попытками сохранить Лучихинский и Николаевский заводы, наладить школьное образование.
В июне 1926 года после ликвидации Иркутской губернии и районирования переведен в Тулунский окружком зав.отделом.
В 1929 году в числе «двадцатипятитысячников» направлен в Черемховский район для создания и организаций сельхозкоммун, одной из таких стала коммуна «Красный сибиряк» (затем совхоз «Камено-Ангарский»), был создаталем партячейки в Гришевском колхозе. В 1931 году направлен на учёбу в Высшую колхозную школу.

### На фронтах Отечественной войны
На фронт ушёл в 1941 году политруком, был ранен. После выздоровления направлен из Томского госпиталя старшим политруком, затем до сентября 1942 года был военкомом стрелкового батальона 655 стрелкового полка 404-й стрелковой дивизии. С 26 сентября 1942 года старший политрук, затем заместитель командира 10-го Гвардейского стрелкового полка 6-й Гвардейской стрелковой дивизии 48-й армии Брянского фронта по политчасти.

### Последний бой
В начале февраля 1943 года 10-й гв. полк, развивая наступление на город Орёл, прорвал оборону противника и вклинился в его оборону, но через несколько часов после прорыва обороны врага части полка был окружены. Командир полка подполковник Плахов и начальник штаба полка были тяжело ранены, командование принял на себя замполит Якушев. В результате прорыва полк вышел на соединение с основными силами дивизии, замполит Якушев погиб, прикрывая прорыв кольца вместе с группой бойцов.
Похоронен в братской могиле в п. Куракинский (Свердловский район Орловской области).

## Семья
Жена — Екатерина Емельяновна Сердюкова.

## Награды
- Орден Красного Знамени
- Орден Отечественной войны II степени (30.3.1943)[4][5]
- Почетная грамота РВС «За участие в борьбе с Колчаком и в связи с десятилетием РККА» (23.02.1928).